# Jure Ramovš
Jure Ramovš (* 1993) ist ein ehemaliger slowenischer Naturbahnrodler. Er nahm im Winter 2007/2008 an zwei Weltcuprennen sowie an einem Rennen im Interkontinentalcup teil.

## Karriere
Jure Ramovš nahm nur im Winter 2007/2008 an internationalen Wettkämpfen im Naturbahnrodeln teil. Am 3. Februar 2008 bestritt er in St. Lorenzen ein Interkontinentalcuprennen, bei dem er in seiner Altersklasse Junioren 1 den zwölften Platz und im Gesamtklassement Rang 31 belegte. Am Ende des Monats nahm Ramovš, der für den SD Domel Železniki startete, an den beiden Weltcuprennen in Železniki teil. Dort erzielte er die Plätze 26 und 28 und ließ dabei bis zu sechs, zum Teil erfahrenere Weltcupstarter, hinter sich. Im Gesamtweltcup der Saison 2007/2008 belegte er Rang 40. Bei nationalen Wettkämpfen gelangen ihm 2007 und 2008 in seiner Altersklasse mehrere Siege und Podestplätze. Im Sommer nahm Jure Ramovš auch an Wettkämpfen im Rollenrodeln teil.

## Sportliche Erfolge

### Weltcup
- 40. Gesamtrang in der Saison 2007/2008
- Zwei Top-30-Platzierungen in Weltcuprennen